# Rabindra Dhant
Rabindra Dhant är en nepalesisk professionell MMA-utövare. Han blev den förste nepalesiske fightern att vinna en titel inom Matrix Fight Night (MFN) efter att ha besegrat den indiske fightern Chungreng Koren vid MFN 17 den 2 augusti 2025.
Dhant tävlar för närvarande i bantamviktsdivisionen och är känd för sin slagstyrka samt sin bakgrund inom karate och brasiliansk jiu-jitsu.

## Bakgrund
Rabindra Dhant växte upp i den lantliga kommunen Bitthadchir i Bajhang-distriktet i västra Nepal. Han gick i skolan i sin hemby fram till årskurs 10. Som 16-åring lämnade han Nepal för att söka arbete i den indiska staden Pithoragarh, där han arbetade med fysiskt krävande jobb. Senare flyttade han till New Delhi, där han fick enklare tjänster på mindre kontor – främst städning och att servera te.

## Titelmatch vid MFN 17
Den 2 augusti 2025 deltog Dhant i Matrix Fight Night 17, som hölls i Greater Noida, Indien. Han mötte den indiske fightern Chungreng Koren, även känd som "The Indian Rhino", med ett matchfacit på 7–1. Dhant själv gick in i matchen med ett facit på 8–1 och vann genom knockout i den tredje ronden. Genom denna seger blev han den förste nepalesiske idrottaren att vinna en mästartitel inom MFN-organisationen.

## Erkännande och genomslag
Nepals premiärminister K.P. Sharma Oli gratulerade Dhant offentligt efter hans seger i MFN 17. Den 4 augusti 2025 möttes han av jubel från hundratals supportrar vid Tribhuvans internationella flygplats i Katmandu.